# Національний центр управління та випробувань космічних засобів

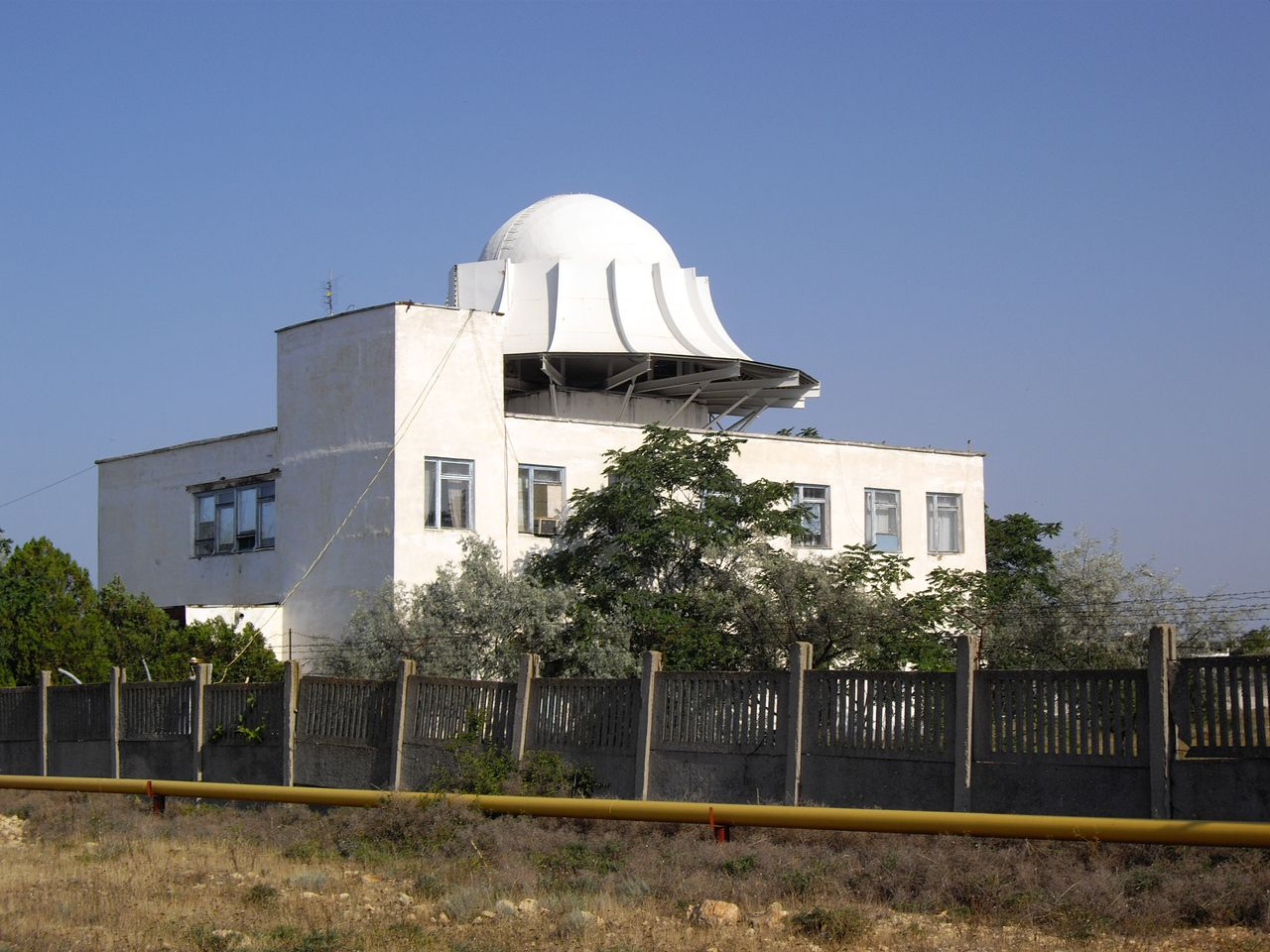
АЗТ-28 («Большая сажень»)

Національний центр управління та випробувань космічних засобів (НЦУВКЗ, у минулому — Євпаторійський центр далекого космічного зв'язку) — установа, яка підпорядкована Державному космічному агентству України та здійснює управління польотами космічних апаратів, дослідження далекого космосу з використанням власних технічних засобів, контроль космічного простору та геофізичний моніторинг, випробування космічної техніки.

## Історія
1960 року було створено комплекс споруд Центру у приморському рівнинному районі Криму неподалік від міста Євпаторія. Технічну основу Центру складав космічний радіотехнічний комплекс «Плутон», що був оснащений унікальними антенами, які не мають світових аналогів. Перші двадцять років радянської космічної ери керування міжпланетними польотами здійснювалося виключно з Євпаторії.
12 лютого 1961 року Центр далекого космічного зв'язку розпочав керування польотом першої у світі автоматичної міжпланетної станції Венера-1. 1965 року здійснено запуски апаратів «Венера-2» та «Венера-3». Згодом було запущено низку космічних апаратів серій «Луна», «Венера», «Марс», за допомогою яких відпрацьовувались питання динаміки польотів та посадки на планети Сонячної системи, вивчення атмосфер планет, передачі інформації. Спеціалісти Центру Далекого Космічного Зв'язку постійно здійснювали керування роботою космічних апаратів, отримуючи службову та наукову інформацію.
Багаторічний досвід керування автоматичними міжпланетними станціями, експлуатація наземних станцій далекого космічного зв'язку, досягнення в області електроніки, інформатики, радіотехніки, машинобудування та інших галузей науки і виробництва дозволили створити науково-дослідницький комплекс — радіоастрономічний телескоп РТ-70.
З грудня 1978 року, РТ-70 Центру далекого космічного зв'язку у м. Євпаторії є постійним учасником реалізації програм дослідження далекого космосу.

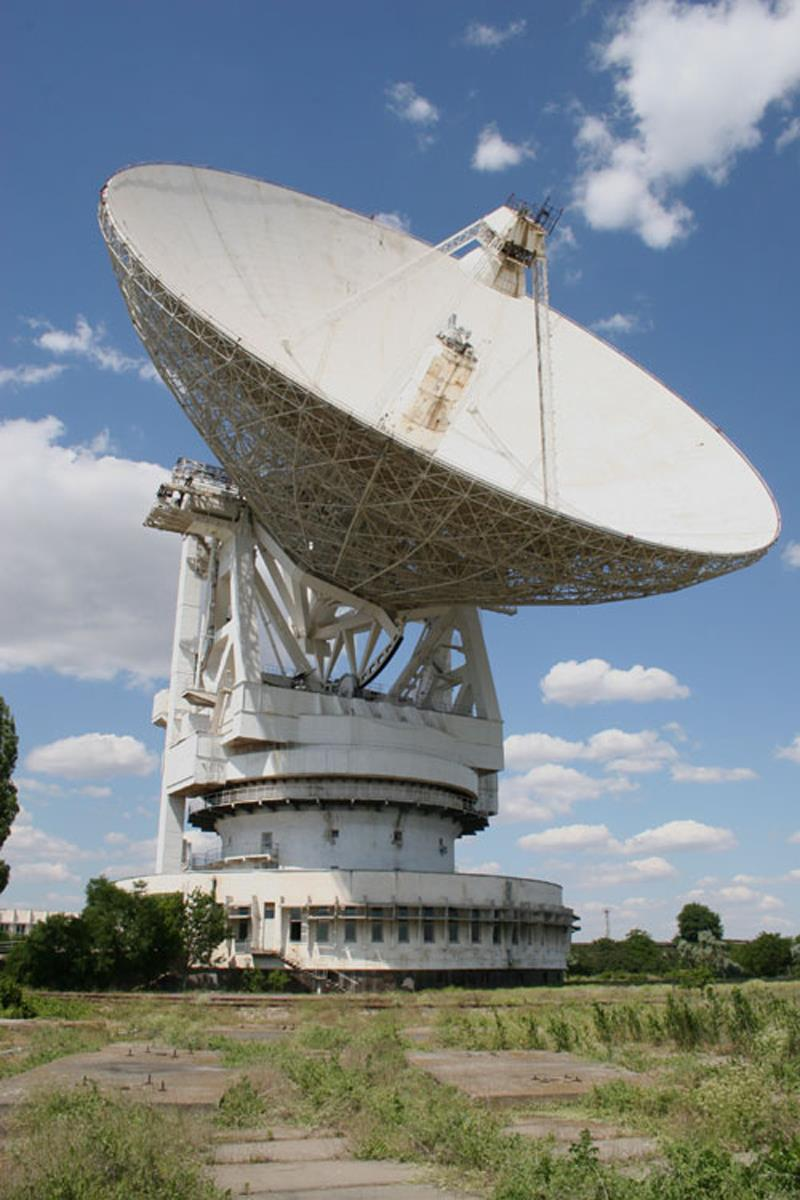
Радіотелескоп РТ-70
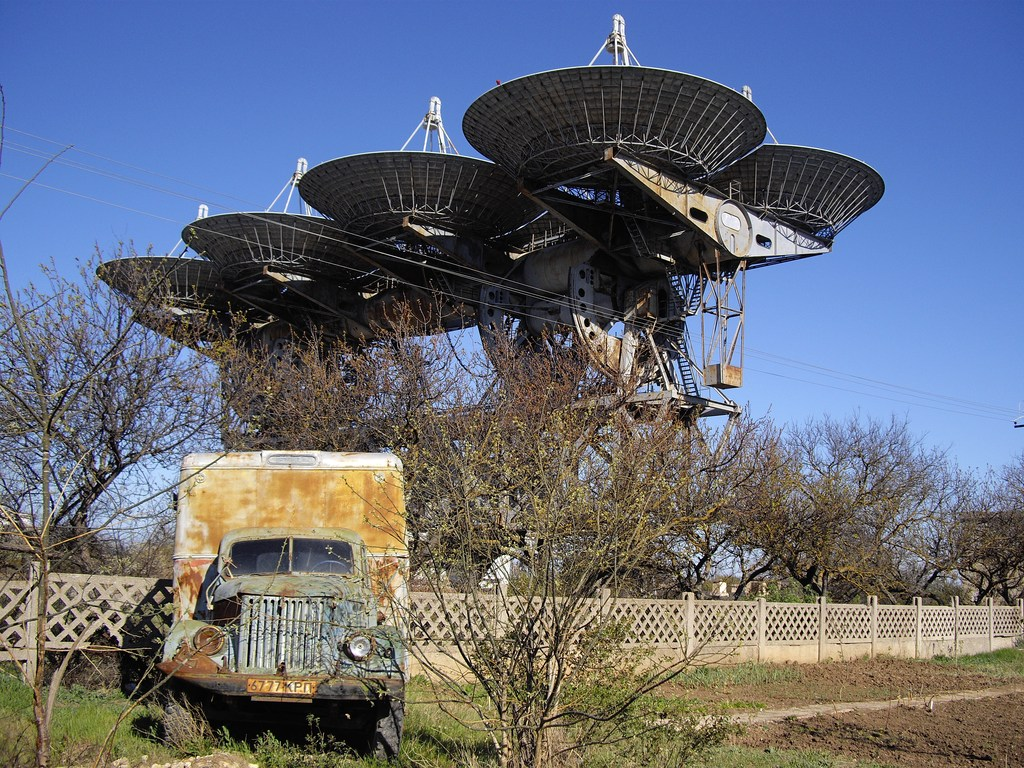
Радіотехнічний комплекс «Плутон»

31 серпня 1995 року, о 10:50, було здійснено старт ракети-носія «Циклон-3», яка вивела на орбіту перший український національний супутник «Січ-1», що призначений для оперативного отримання інформації з метою вирішення задач дослідження Землі з космосу. Колектив Центру далекого космічного зв'язку, в ході керування космічним апаратом «Січ-1», здійснив низку наукових експериментів, що дозволило зробити багато відкриттів і відпрацювати нові технології, дати народному господарству інформацію, яка використовується в інтересах економіки.
У 1996 році, відповідно до Указу Президента України, в місті Євпаторії на базі Центру далекого космічного зв'язку створено Національний центр управління і випробування космічних засобів (НЦУВКЗ). Цей Центр призначено для керування космічними апаратами в рамках національних і міжнародних космічних програм.
У 2014 році, в результаті анексії Криму, всі технічні засоби Центру далекого космічного зв'язку в селі Вітіне (поблизу м. Євпаторії) залишилися на території тимчасово окупованої території Криму. Того ж року, з метою відновлення оперативного контролю над Національним центром та його філіями, керівництвом Державного космічного агентства України було прийнято рішення щодо передислокації НЦУВКЗ на материкову частину України, до міста Києва. На даному етапі, метою діяльності НЦУВКЗ є всестороннє забезпечення розвитку космічної галузі України, виконання заходів Загальнодержавної цільової науково-технічної космічної програми в рамках співробітництва з Державним космічним агентством України в інтересах національної безпеки та оборони, економіки держави та задоволення потреб населення України.
До складу НЦУВКЗ входять чотири філії — Центр прийому і обробки спеціальної інформації та контролю навігаційного поля, Головний центр спеціального контролю, Західний центр радіотехнічного спостереження та Дніпровська філія НЦУВКЗ «Дніпрокосмос», потужності яких дозволяють повною мірою виконувати поставлені перед Центром завдання.
В перспективі ресурси НЦУВКЗ можуть бути застосовані для виконання таких завдань, як забезпечення на замовлення державних органів надання послуг супутникового зв’язку та ретрансляцій даних, координатно-часового та навігаційного забезпечення, здійснення контролю та проведення аналізу космічної обстановки; гарантоване та оперативне надання інформації, отриманої від супутників дистанційного зондування, та технічної підтримки щодо створення сучасних технологій її спеціального використання, створення багатофункціональних технічних засобів.
20 грудня 2023 року, о 05:00, по колишньому місцю дислокації Центру далекого космічного зв'язку поблизу м. Євпаторії було нанесено ракетний удар, в результаті чого мало місце пошкодження військової техніки окупантів.
23 червня 2024 року був уражений Центр далекого космічного зв'язку в селі Вітине (повна назва — 40-й окремий командно-вимірювальний комплекс у складі Головного випробувального космічного центру імені Г. С. Титова Повітряно-космічних сил рф (в/ч 81415)). Саме звідси окупанти здійснюють управління орбітальним угрупуванням своїх космічних апаратів, зокрема, забезпечення навігаційної системи ГЛОНАСС та моніторингу космічного простору.

## Місія (напрямки діяльності)
НЦУВКЗ бере участь у виконанні в рамках державних цільових науково-технічних програм науково-дослідних, дослідно-конструкторських робіт в галузі створення ракетно-космічної, спеціальної техніки в інтересах забезпечення національної безпеки та оборони, розвитку економіки України, а також виконання окремих наукових проектів та досліджень, направлених на вдосконалення функціонування НЦУВКЗ

## Мета
Метою діяльності НЦУВКЗ є всебічне забезпечення розвитку космічної галузі України, виконання заходів Загальнодержавної цільової науково-технічної космічної програми України та інших державних цільових науково-технічних програм, за які несе відповідальність Державне космічне агентство України, в інтересах національної безпеки та оборони, економіки держави, задоволення потреб населення України.

## Виконання завдань
НЦУВКЗ є відповідальним за:
- прийом, обробку та аналіз наукової та спеціальної інформації з космічних апаратів, інших джерел інформації з метою оперативного попередження виникнення джерел небезпеки, які загрожують національній безпеці та оперативне інформаційне забезпечення вищих посадових осіб держави;
- управління національними та іноземними космічними апаратами спеціального, наукового та подвійного призначення;
- контроль та аналіз космічної обстановки для забезпечення запусків космічних апаратів національними ракетами-носіями та оцінки ступеню безпеки їх польоту та функціонуванню на орбіті, аналіз можливостей іноземних орбітальних угруповань щодо спостереження території України;
- контроль цілісності навігаційного поля глобальних навігаційних супутникових систем (ГНСС), моніторинг національних та іноземних супутникових та наземних функціональних доповнень ГНСС, надання користувачам ГНСС супутникових навігаційних інформаційних послуг;
- контроль за додержанням міжнародних договорів та угод щодо обмеження та заборони випробувань ядерної зброї на іноземних випробувальних полігонах та проведенням ядерних вибухів в мирних цілях, а також контроль за радіаційною обстановкою в пунктах дислокації.
- участь у випробуваннях та експлуатації космічних апаратів, експлуатація наземної космічної інфраструктури та допоміжного обладнання;
- управління польотами національних та іноземних космічних апаратів, а також космічних апаратів у рамках міжнародних проєктів і програм ;
- виконання функцій оператора національних космічних систем спостереження Землі, прийом, опрацювання, аналіз, зберігання спеціальної інформації, отриманої з національних та іноземних космічних апаратів і систем різноманітного цільового призначення, та надання результатів користувачам;
- контроль власними та залученими радіотехнічними, оптичними та кванто-оптичними засобами за станом космічного простору, аналіз космічної обстановки;
- виконання функцій оператора системи координатно-часового та навігаційного забезпечення, контроль власними та залученими технічними засобами цілісності супутникового радіонавігаційного поля, моніторинг глобальних навігаційних супутникових систем, надання супутникових навігаційних інформаційних послуг державним установам;
- контроль власними та залученими технічними засобами за дотриманням міжнародних договорів та угод щодо обмеження та заборони випробувань ядерної зброї;
- контроль технічними засобами за сейсмічною обстановкою та іншими геофізичними явищами на території України та Земної кулі;
- участь в роботах з ліквідації МБР-РС-22 та твердого ракетного палива, відповідно до міжнародних договорів та угод;
- участь у роботах зі створення технологій та промислових потужностей з утилізації боєприпасів, ракет і вибухових речовин;
- інша діяльність у сфері інформаційних технологій і комп’ютерних систем, зокрема, розміщення інформації на вебвузлах і пов’язана з ними діяльність, комп’ютерне програмування, консультування з питань інформатизації, діяльність із керування комп’ютерним устаткуванням;
- виконання вимог законодавства України щодо організації та виконання заходів з питань мобілізаційної підготовки і цивільної оборони (захисту населення).

## Галерея

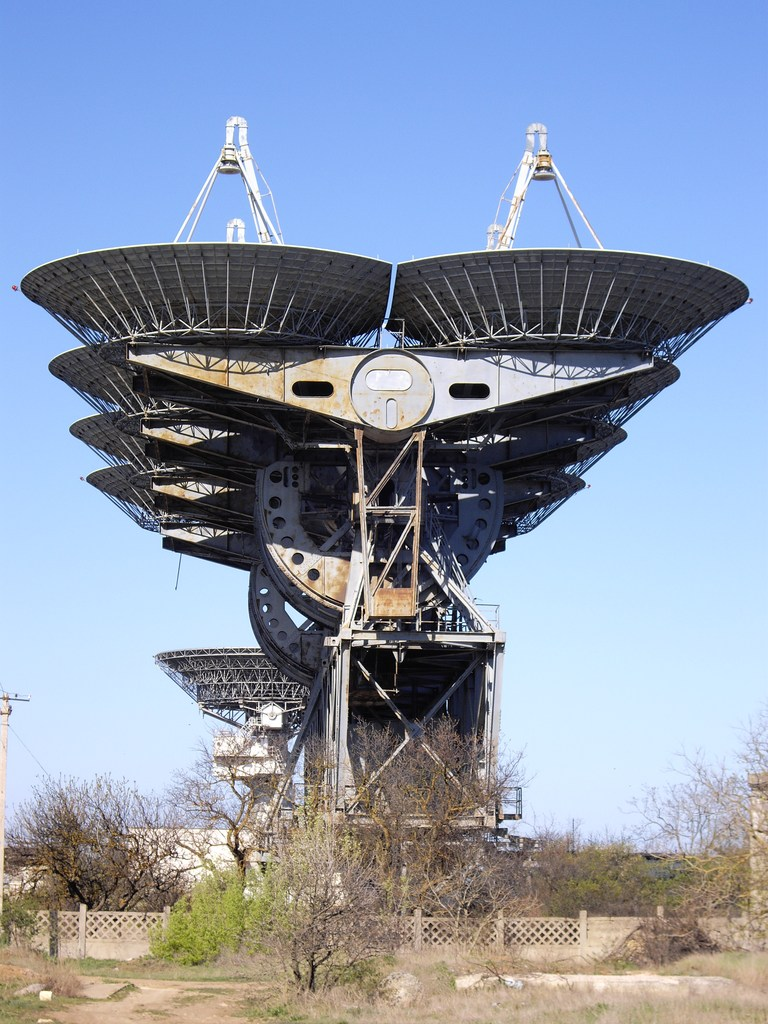
АДУ-1000
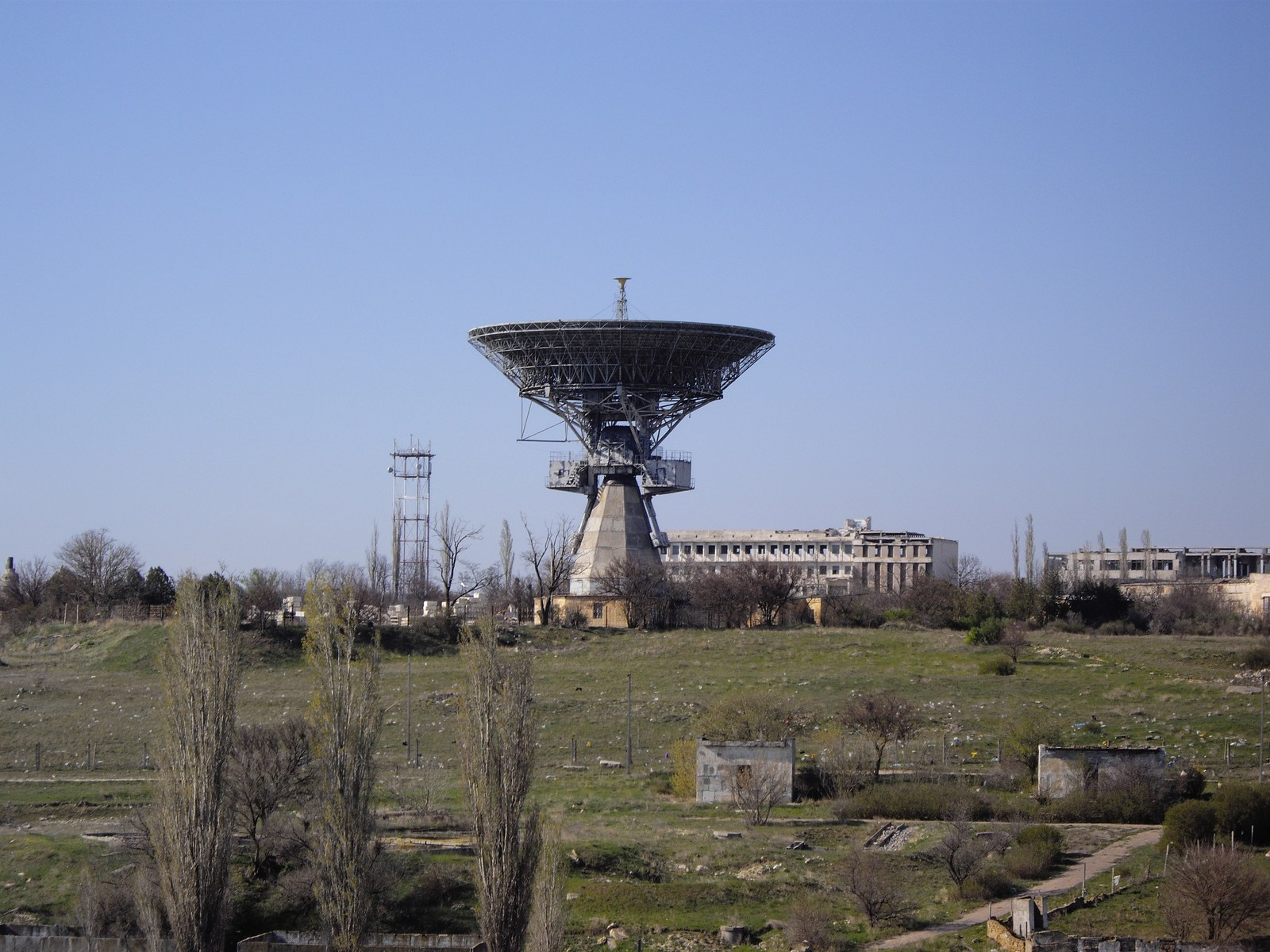
ТНА-400
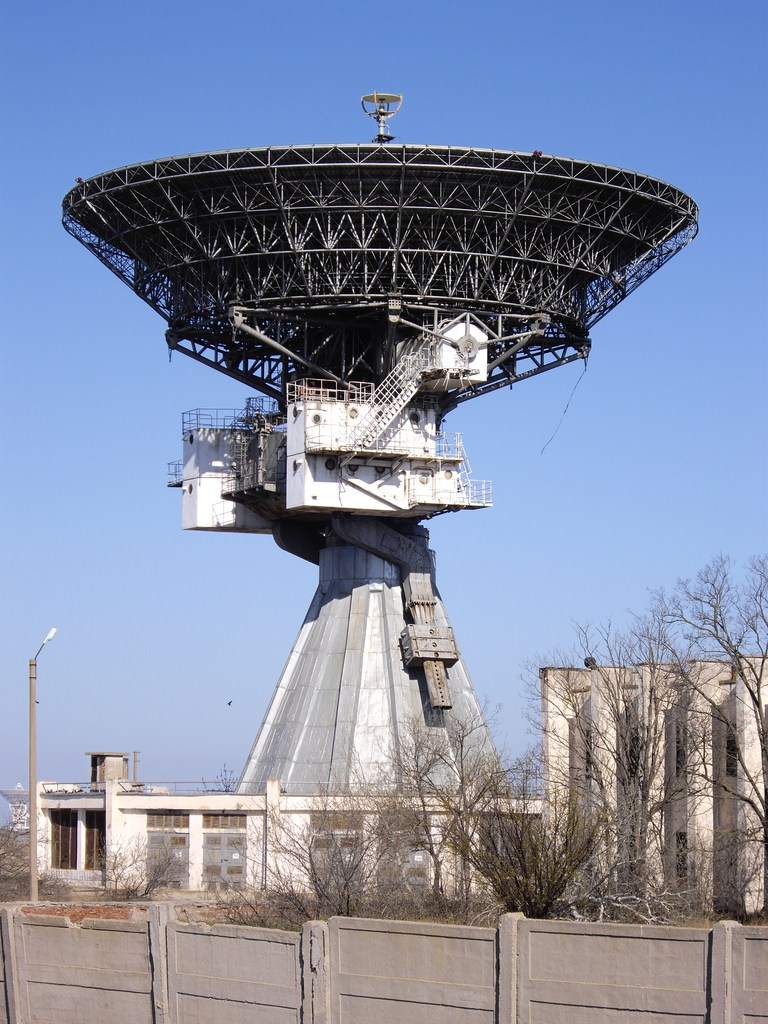
П-400
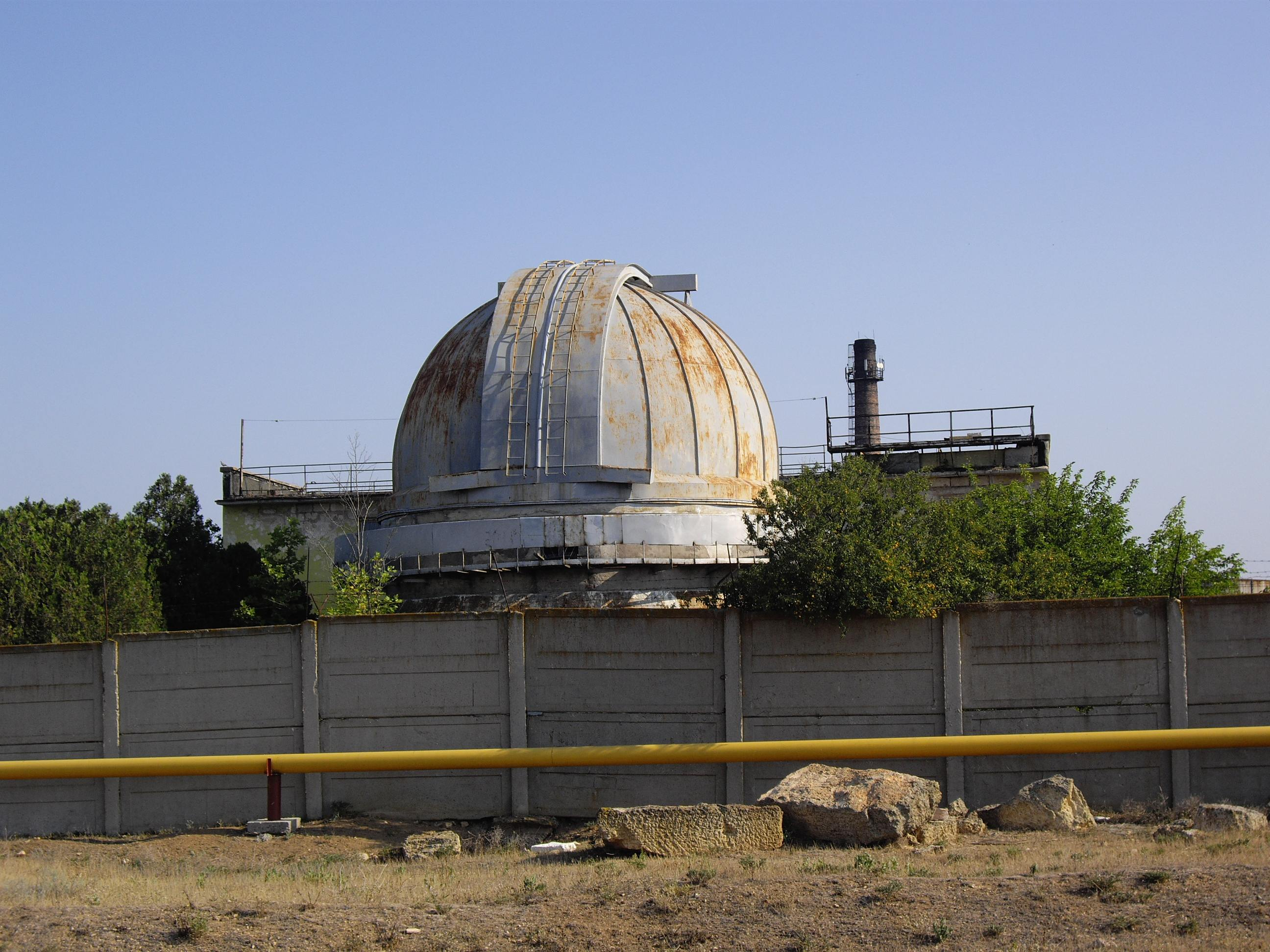
АЗТ-8
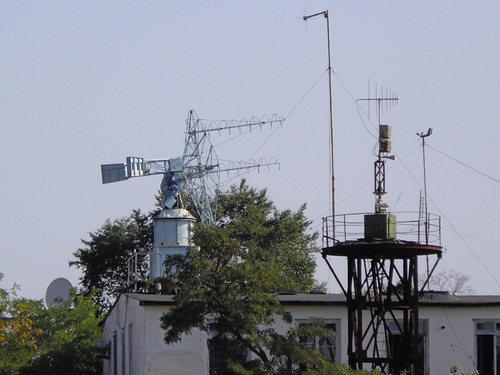
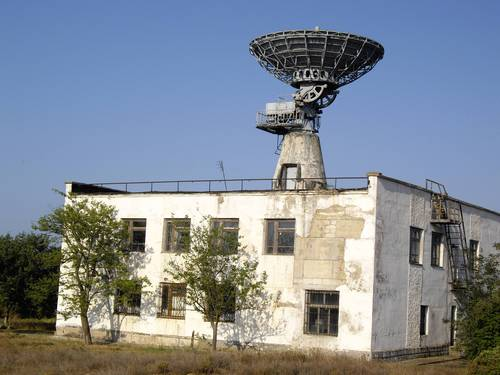
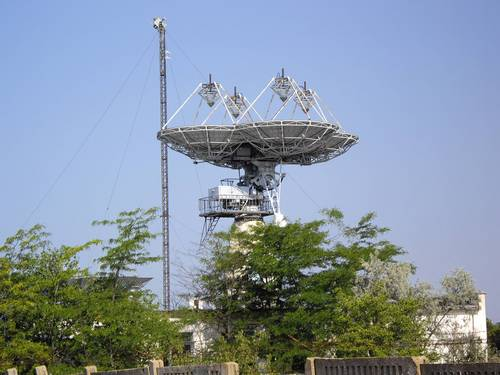
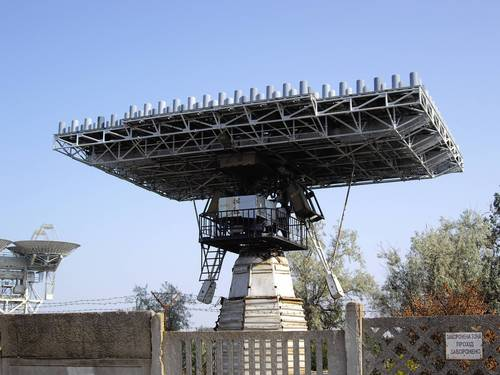
Всередині радіотелескопа РТ-70

## Важливі події Центру
В серпні 2018 року з'явилася інформація щодо модернізації Західного центру радіотехнічного спостереження (колишня загоризонтна РЛС «Дніпро», яка використовувалась у системі протиракетної оборони колишнього СРСР), які перебувають в підпорядкування НЦУВКЗ.